# Ибраимов, Ермахан Сагиевич
Ермахан Сагиевич Ибраимов (каз. Ермахан Сағиұлы Ыбрайымов, род. 1 января 1972, Казахская ССР) — казахстанский боксёр-любитель, олимпийский чемпион 2000 года, призёр Олимпийских игр 1996 года и чемпионатов мира 1997 и 1999 годов.
Мастер спорта СССР (1988), мастер спорта международного класса, заслуженный мастер спорта РК по боксу (2000). Заслуженный тренер РК по боксу.

## Биография
Родился 1 января 1972 года в Жамбылской области Казахской ССР. Происходит из рода сикым племени дулат. Начал заниматься боксом в 13 лет. Тренером был легендарный тренер Казахстана Турсунгали Едилов под руководством которого стал Бронзовым призёром Олимпиады в Атланте 1996 году и Олимпийским чемпионом в Сидней-2000.  Тренировался у Г. Ф. Рожкова.
Двукратный чемпион Азии (Ташкент, 1995; Ташкент, 1999), чемпион мира среди военнослужащих (Рим, 1995), золотой медалист XIII Азиатских игр в Бангкоке (1998) и XXVII летних Олимпийских игр в Сиднее (2000). Серебряный призёр двух чемпионатов мира (Будапешт, 1997; Хьюстон, 1999); бронзовый призёр XXVI летних Олимпийских игр в Атланте (1996). Обладатель бронзовой медали Кубка мира в Чжэндине (1998) и звания «Лучший боксёр Азии 1999».
Ермахан дважды нёс флаг Казахстана на летних Олимпийских играх (1996 и 2000).
С 2002 по 2004 годы — главный тренер национальный сборной команды по боксу.
С 14 января 2021 года — Депутат Алматинского городского маслихата VII созыва от партии «Нур Отан».. До этого, в день выборов — 10 января,  был замечен в нападении на участников сторонников бойкота выборов.

## Награды
- 1996 — Медаль «Ерен Енбеги ушин» (За трудовое отличие);
- 2000 — Награждён орденом «Барыс» 1-й степени;
- 2000 — Государственная молодёжная премия «Дарын»;[6].
- 2016 — Юбилейная медаль «25 лет независимости Республики Казахстан»;[7]
- 2020 — Медаль «25 лет Конституции Республики Казахстан»;